# Уравнение Гарднера
Уравнение Гарднера, названное в честь Г.Ф. Гарднера и Л.В. Гарднера, представляет собой эмпирически полученное уравнение, которое связывает скорость сейсмической продольной волны с объемной плотностью литологии, в которой распространяется волна. Уравнение гласит:
{\displaystyle \rho =\alpha V_{p}^{\beta }}
где {\displaystyle \rho } - объёмная плотность в г/см 3, {\displaystyle V_{p}} - скорость P-волны, выраженная в футах в секунду, и {\displaystyle \alpha } и {\displaystyle \beta } являются эмпирически выведенными константами, которые зависят от геологии . Гарднер и др. предположил, что можно получить хорошую подгонку, взяв {\displaystyle \alpha =0.23} и {\displaystyle \beta =0.25} .  Если принять это, уравнение сводится к следующему:
{\displaystyle \rho =0.23V_{p}^{0.25},}
где единица {\displaystyle V_{p}} футов/с.
Если {\displaystyle V_{p}} измеряется в м/с, {\displaystyle \alpha =0.31}:
{\displaystyle \rho =0.31V_{p}^{0.25}.}
Это уравнение очень популярно при разведке нефти, потому что оно может предоставить информацию о литологии из интервальных скоростей, полученных из сейсмических данных. Константы {\displaystyle \alpha } и {\displaystyle \beta } обычно калибруются по данным акустического каротажа и каротажа плотности, но при их отсутствии хорошим приближением являются константы Гарднера.